# Chiesa dei Santi Filippo e Giacomo (Vukovar)
La chiesa dei Santi Filippo e Giacomo (in croato: Crkva svetih Filipa i Jakova) è un edificio di culto cattolico della città di Vukovar, in Croazia. È per grandezza la terza chiesa del paese, preceduta solamente dalla Cattedrale di Zagabria e dalla Cattedrale di Đakovo.

## Storia e descrizione

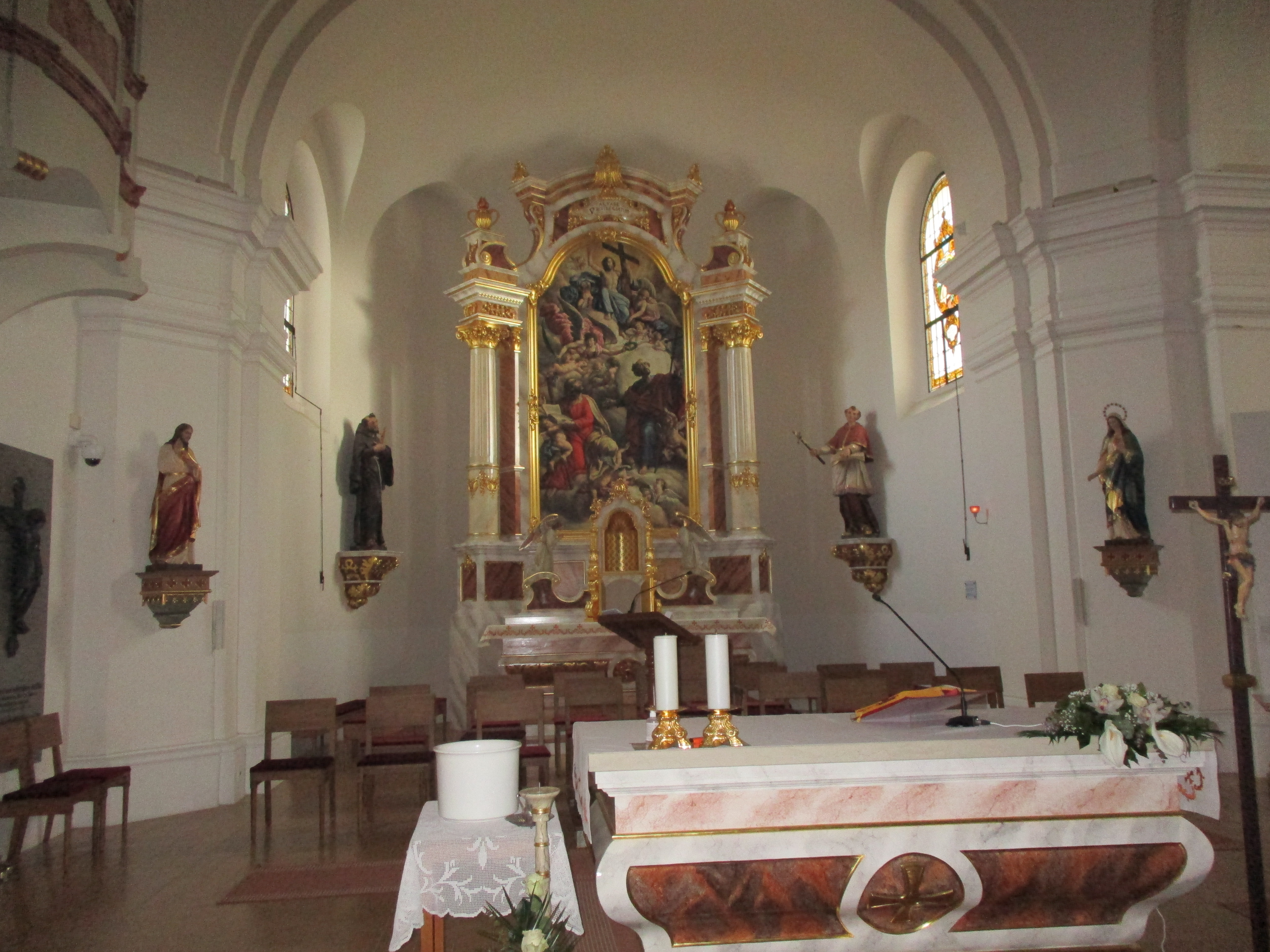
L'interno della chiesa

La chiesa e il limitrofo complesso monastico vennero costruiti nel 1723 per volontà dei Francescani, che operavano nella zona prima dell'arrivo degli Ottomani. Nove anni dopo la chiesa fu aperta al culto. Tra il 1896 ed il 1897 l'edificio fu ampliato nella forma attuale secondo il progetto dell'architetto viennese Richard Jordan.
Durante la battaglia di Vukovar, nel corso della guerra d'indipendenza croata, la chiesa fu gravemente danneggiata e, nel corso dell'occupazione serba della città, le reliquie di San Bono furono distrutte. Il complesso fu restaurato completamente nel 2000.